# Притхиви
При́тхиви (санскр. पृथिवी, IAST: pṛthivī), или При́тхви (санскр. पृथ्वी, IAST: pṛthvī) — в ведийской мифологии богиня, олицетворяющая Землю.
В «Ригведе» (РВ V, 84) и «Атхарваведе» (АВ XII, 1) ей посвящено по одному гимну. В Ведах в целом Притхиви выступает неразрывно с Дьяусом Питаром, олицетворением неба. Последний проявляется как мужское начало, отец, а Притхиви — как женское начало, мать богов и всего живого. Эти два персонажа сначала были слиты воедино, но Индра (или Варуна) разъединил их, что приравнивается к созданию вселенной. Из семени Дьяуса в виде дождя, меда, жира Притхиви рождает всё живое. Также к этой богине приходят умершие. Нередко богиня выступает в зооморфном образе коровы.
Притхиви появляется и в послеведийской литературе. Именно она приютила род хайхаев у себя в сказании о Парашураме («Махабхарата» и «Вишну-пурана»); дала бёдра богине Кали в «Маркандея-пуране». Также Притхиви фигурирует в «Рамаяне» как мать Ситы.
В пуранах она часто связана с именем мифического царя Притху (Притхи). Так, Притхиви считается его дочерью, и от имени Притху производят и её имя. Этот же царь доил её в форме коровы, чтобы добыть себе пропитание.
В более позднем Индуизме она именуется Бхуми.

## В буддизме
Притхиви упоминается в палийском каноне (Патхави), где посрамляет искусителя Мару, подтверждая способность Сиддхартхи достичь просветления. В Сингон Притхиви (яп. 地天 Дзитэн) — хранительница земли, одно из двенадцати охраняющих божеств